# Miguel Rogoza
Miguel (em russo:  Михаил, nascido: Mikhail Vasilieviche Rogoza, em russo:  Михаил Васильевич Рогоза, em ucraniano:  Миха́йло Васи́льович Рагóза, em polonês/polaco:  Michał Rahoza; 1540, Minsk, Grão-Ducado da Lituânia - 1599, Navahrudak, Grão-Ducado da Lituânia, Rzeczpospolita) foi o metropolita de Kiev, Galícia e Toda a Rússia, que aceitou a União de Brest em 1596.

## Biografia
Descendente da pequena nobreza Shreniava do povet de Minsk. Originário de Volínia, ele estudou, possivelmente, no colégio jesuíta em Vilna, foi escrivão do governador de Vilna e depois entrou no mosteiro da Ascensão de Minsk.
Em 1579, foi ordenado arquimandrita do mosteiro da Ascensão em Minsk, em 1582 recebeu, além disso, o mosteiro da Trindade de Slutsk e em 1589 também o Slutsk Morotski. No mesmo ano, Sigismundo III concedeu-lhe um foral para a metrópole de Kiev, e ele foi consagrado em Vilna pelo patriarca Jeremias II, que, no entanto, fez uma reserva durante a consagração, abrindo mão da responsabilidade por sua escolha.
Embora se acredite que Rogoza tenha sido educado pelos jesuítas e tenha sido nomeado metropolita por eles para introduzir o uniatismo, isso não é verdade, pois antes de 1594 não havia nele nenhuma inclinação perceptível para se unir à Igreja latina, e somente depois de uma longa hesitação ele se juntou aos iniciadores da unia, Cirilo Terletski e Hipácio Potei.
Mesmo após assinar o ato de união e os artigos a serem submetidos ao papa, ele continuou a esconder sua saída da Igreja Ortodoxa. Somente no Sínodo de Brest, em 1596, ele defendeu abertamente a unia. O clero ortodoxo e os representantes dos patriarcas orientais o declararam destituído da dignidade metropolitana e imploraram ao rei que nomeasse um novo metropolita, mas o rei ordenou que todos os ortodoxos se submetessem a Rogoza como o chefe legítimo da Igreja uniata russa.
Há duas versões sobre sua atitude em relação a unia antes de sua morte. Autores católicos afirmam que ele foi fiel à unia até sua morte e até mesmo quis fazer uma viagem a Roma. Conforme a versão apresentada em "Palinodia", de Zacarias Kopistenski (1622), o metropolita Miguel lamentou muito sua conversão à unia, ele foi levado a ela apenas "pela honra e glória deste mundo como pão", mas antes de sua morte ele chamou um padre ortodoxo, que não foi autorizado a vê-lo. Ele morreu entre 18 de junho e 15 de agosto de 1599.